# Flekterende sprog
Flekterende sprog er i sprogtypologien sprog af syntetisk type, hvor grænsen mellem de enkelte morfemer i ordene er uklar. De enkelte morfemer kan udtrykke flere grammatiske forhold (samlemorfemer). Sådanne sprog har f.eks. indre bøjning af typen aflyd eller omlyd.
Indoeuropæiske sprog er flekterende sprog, særlig de ældre indoeuropæiske sprog og ældre udviklingstrin af moderne sprog. Dansk og mange andre indoeuropæiske sprog har udviklet sig i analytisk retning, ofte beskrevet som "sproglig forenkling". Flere verber som i norrønt var stærke er blevet svage i moderne dansk: flá – fló → flå – flåede. Tendensen ser ud til at fortsætte: sprække – sprak → sprække – sprækkede og knække – knak → knække – knækkede.